# Proverbi giapponesi

## Kotowaza
Un “proverbio giapponese” (諺, ことわざ kotowaza) può prendere la forma di:
- un breve detto (言い習わし iinarawashi),
- una frase idiomatica (慣用句 kan'yōku), o
- un idioma a quattro caratteri (四字熟語 yojijukugo).

Benché “proverbio” e “detto” sono praticamente sinonimi, lo stesso non si può dire riguardo a “frase idiomatica” e “idioma a quattro caratteri”. Non tutti i kan'yōku e gli yojijukugo sono proverbiali. Per esempio, il kan'yōku “狐の嫁入り” (kitsune no yomeiri – letteralmente: “un matrimonio di una volpe”; significa: pioggia a ciel sereno) e lo yojijukugo “小春日和” (koharubiyori – letteralmente: “piccolo clima primaverile”; significa: Estate di San Martino, un caldo simile al clima primaverile, dopo le gelate del primo periodo invernale) non sono proverbi. Per essere considerato un proverbio, una parola o una frase deve esprimere una verità comune o saggezza; non può essere un mero sostantivo.

### Uso
I proverbi giapponesi di uso comune, per brevità, spesso citano solamente la prima parte della frase. Per esempio, si potrebbe dire I no naka no kawazu (井の中の蛙?), “una rana in un pozzo”, per riferirsi al proverbio I no naka no kawazu, taikai wo shirazu (井の中の蛙、大海を知らず?), “una rana in un pozzo non può concepire l'oceano”, una metafora sulla visione ristretta del mondo data da un'esperienza limitata della realtà. Mentre i proverbi in italiano sono composti tipicamente da frasi, ad esempio “prendere due piccioni con una fava”, gli yojijyukugo (四字熟語?) giapponesi, presi in prestito dal cinese, trasmettono il concetto con una parola: Isseki nichou (一石二鳥?), “una pietra, due uccelli”.
Il grande impiego di proverbi permette alla lingua giapponese di essere concisa. Testimonianze possono essere ritrovate nei manga e negli anime giapponesi, ma anche nei programmi di notizie, di cultura e nelle fiction.

## Origine
Poiché la tradizione culturale giapponese è stata legata all'agricoltura, molto proverbi giapponesi derivano da pratiche e costumi agricoli. Alcuni provengono dal gioco da tavola Go (e.g., fuseki wo utsu 布石を打つ “giocare l'apertura/il fuseki/la strategia iniziale” simile all'italiano “chi ben comincia è a metà dell'opera”. Significa: guardando al quadro generale prepararsi al futuro già da adesso), la cerimonia de tè (e.g. Ichi-go ichi-e 一期一会 un tempo, un incontro simile all'italiano “il tempo perduto mai non si riacquista”), e dal Buddismo.
Molti idiomi a quattro caratteri provengono dalla filosofia cinese scritta in cinese classico, in particolare i “Dialoghi” di Confucio (井の中の蛙 una rana in un pozzo, è un proverbio classico cinese di Zhuāngzǐ.)
Liste di proverbi giapponesi si possono trovare in inglese su Wiktionary:Category:Japanese proverbs e Wikiquote:Japanese proverbs.

## Esempi di proverbi giapponese

### Detti
- 案ずるより産むが易し。
  - Anzuru yori umu ga yasushi.
  - Letteralmente: partorire un bambino è più facile che preoccuparsene.
  - Significa: la paura è più grande del pericolo. / Provarci, qualche volta, è più facile di quanti ci si aspetti.
- 出る杭は打たれる。
  - Deru kui wa utareru.
  - Letteralmente: il paletto che sporge viene martellato a terra.
  - Significa: se spicchi dalla massa, sarai soggetto a critica.
- 知らぬが仏。
  - Shiranu ga hotoke.
  - Letteralmente: Non sapere è Buddha.
  - Significa: l'ignoranza è una beatitudine. / Quello che non sai non può ferirti.
- 見ぬが花。
  - Minu ga hana.
  - Letteralmente: non vedere è un fiore. / La bellezza di quello che ancora non si è visto.
  - Significa: l'attesa è la parte migliore. La realtà non può competere con l'immaginazione.
- "みんなにおっぱいを見てくれる."
  - "minna ni oppai wo misetekureru."
  - letteralmente: mostra il petto alle persone.
  - significa: avere il coraggio di essere sinceri del parlare senza ricorrere a piccole bugie

### Frasi idiomatiche
- 猫に小判
  - Neko ni koban
  - Letteralmente: monete d’oro ai gatti.
  - Significa: lanciare perle ai porci / Dare cose di valore a chi non è in grado di apprezzarle.
- 七転び八起き
  - Nanakorobi yaoki
  - Letteralmente: caduto sette volte, si rialza otto.
  - Significa: quando la vita ti butta giù, rialzati. / Continua a provarci.
- 猿も木から落ちる
  - Saru mo ki kara ochiru
  - Letteralmente: persino le scimmie cadono dagli alberi
  - Significato: tutti possono sbagliare, persino gli esperti.
- 花より団子
  - Hana yori dango
  - Letteralmente: preferire gli gnocchi di riso ai fiori.
  - Significa: preferire la sostanza allo stile, come la preferenza di ricevere oggetti funzionali, utili (come gli gnocchi di riso) piuttosto che meri oggetti decorativi (come i fiori).

### Idiomi a quattro caratteri
- 十人十色
  - jūnin toiro
  - Letteralmente: dieci persone, dieci colori.
  - Significa: ad ognuno il suo. / Differenti tratti per differenti persone. / Ognuno è unico nel suo genere.
- 悪因悪果
  - akuin akka
  - Letteralmente: cattive cause, cattivi effetti. / Cattive cause portano cattivi effetti
  - Significa: semina odio e raccoglie odio. / Chi semina vento raccoglie tempesta. / raccogli quello che semini
  - Nota: questo è un sentimento buddista che viene enfatizzato nell'idea della retribuzione karmica
- 弱肉強食
  - jaku niku kyō shoku
  - Letteralmente: carne debole, forte mangia. / l forti mangiano, i deboli sono carne.
  - Significa: La sopravvivenza del più forte. / La legge della giungla.